# Aéroport international de Managua
L'aéroport international de Managua (en espagnol Aeropuerto Internacional Augusto C. Sandino), (code IATA : MGA • code OACI : MNMG) est un aéroport domestique et international desservant la ville de Managua, capitale du Nicaragua en Amérique centrale, et située près de l'océan Pacifique.

## Histoire
Avant l'aéroport Augusto C. Sandino, Managua était desservi par l'aéroport Xolotlan, à environ 2 miles à l'est de Managua. Construit en 1915, il devint très vite trop petit pour la croissance du trafic aérien de Managua. Ainsi, le 22 janvier 1942, le gouvernement du Nicaragua et de Pan American Airways signent un contrat pour construire un aéroport à Las Mercedes Country Estate qui a inspiré le nom de l'aéroport de Las Mercedes. Las Mercedes fut ensuite rénové pour permettre l’atterrissage d'appareils plus imposants, et inauguré le 4 juillet 1968 par Anastasio Somoza Debayle.
Au début des années 1970, Las Mercedes s'est adapté à des normes plus modernes, tels que quatre inspecteurs de santé, huit agents d'immigration et dix douaniers-inspecteurs.
Lorsque les Sandinistes prennent le pouvoir, l'aéroport est baptisé en hommage à Augusto Sandino. L'aéroport se détériora les années qui suivirent, jusqu'à sa rénovation en 1996. Il fut renommé Aéroport international de Managua en 2001 par le président Arnoldo Aleman, puis reprit son nom précédent avec le président Daniel Ortega.
L'aéroport fut le hub de la compagnie aérienne nationale LANICA (jusqu'en 1978), d'AERONICA de 1979 aux années 1980 et NICA par la suite. Lorsque NICA est devenu un membre de Grupo TACA dans les années 1990, le nombre de liaisons avec le reste de l'Amérique latine a considérablement augmenté.
Selon EAAI (Empresa Administradora de Aeropuertos Internacionales), ACS est l'aéroport le plus moderne en Amérique centrale et le 4e plus sûr au monde.[réf. nécessaire]

## Situation
| Managua Puerto Cabezas Bluefields Ometepe Îles du Maïs San Carlos San Juan Costa Esmeralda Bonanza Rosita Siuna |

## Compagnies aériennes et destinations
| Compagnies          | Destinations |
| ------------------- | --- |
| Aeroméxico Connect  | Mexico-B. Juárez |
| American Airlines   | Miami |
| Avianca Costa Rica  | San José-J. Santamaría |
| Avianca El Salvador | Miami, San Salvador-M. O. A. Romero y Galdámez |
| Avianca Guatemala   | Guatemala-La Aurora, San Salvador-M. O. A. Romero y Galdámez |
| Conviasa            | Caracas-Maiquetía, La Havane-José Martí, Panama-Tocumen |
| Copa Airlines       | Guatemala-La Aurora, Panama-Tocumen, San José-J. Santamaría |
| Delta Air Lines     | Atlanta H.-Jackson |
| La Costeña          | - Bluefields (en), - San Pedro/Bonanza (en), - Corn Island (en), - Côte d'Éméraude (Nic.) (en), - Ometepe (en), - Puerto Cabezas (en), - Rosita (en), - San Carlos de Nicaragua (en), - San Juan de Nicaragua (en), - Siuna (en), - Tegucigalpa-Toncontín, - Waspam (en) Charter:Montélimar (en) |
| Spirit Airlines     | Fort Lauderdale-Hollywood |
| United Airlines     | Houston-George Bush |

Édité le 20/03/2020

### Cargo

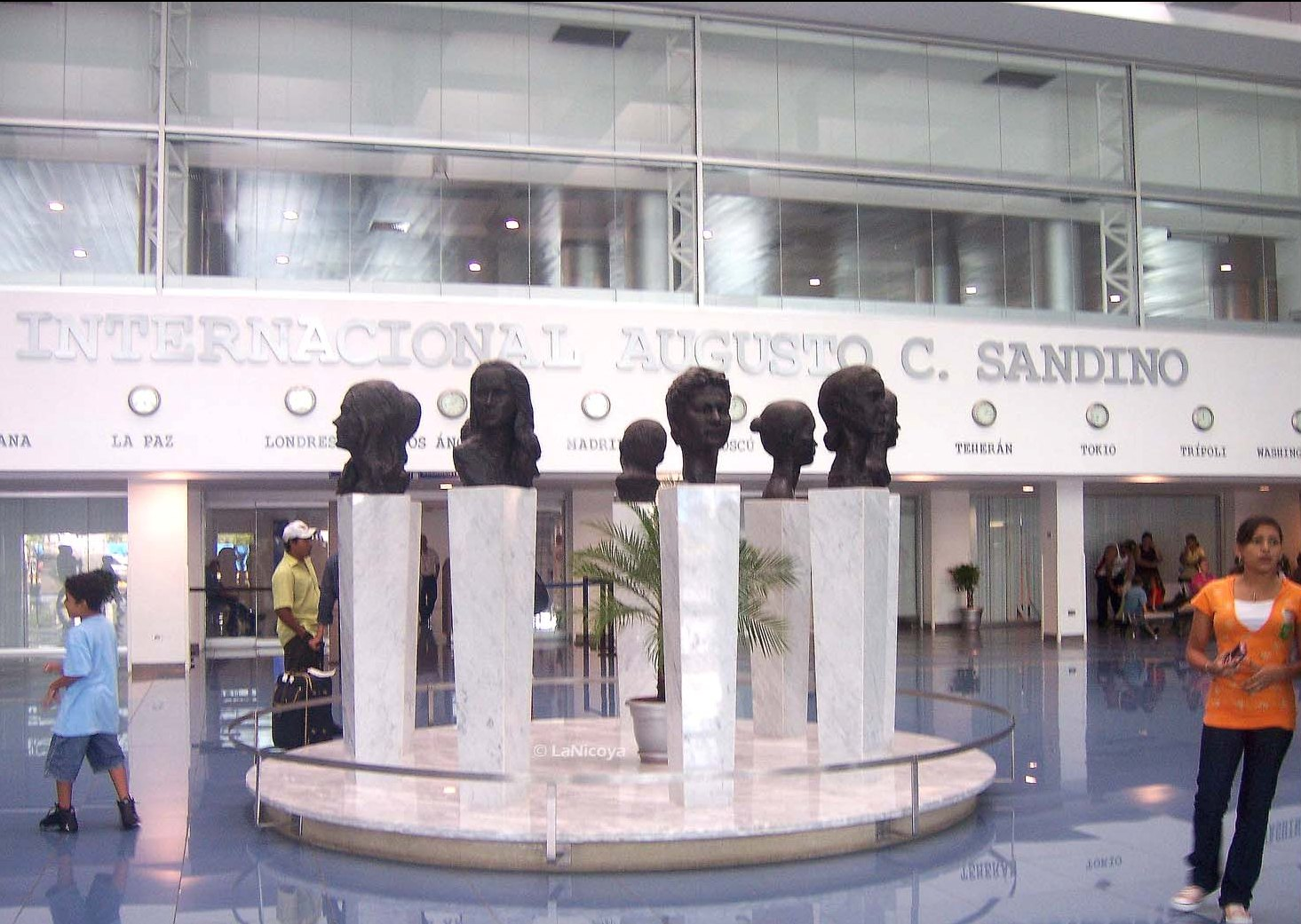

| Compagnies             | Destinations                                                   |
| ---------------------- | -------------------------------------------------------------- |
| Amerijet International | Miami, Panama-Tocumen, San Pedro Sula-R. V. Morales            |
| UPS Airlines           | Miami, Panama-Tocumen, San Salvador-M. O. A. Romero y Galdámez |